# سرجو پاگانلا
سرجو پاگانلا (ایتالیایی: Sergio Paganella; ۱ اوت ۱۹۱۱ – ۲ ژوئن ۱۹۹۲) بازیکن بسکتبال اهل ایتالیا بود.
از باشگاه‌هایی که در آن بازی کرده‌است می‌توان به المپیا میلان اشاره کرد.